# Busto de Daniel W. Voorhees
El Busto de Daniel W. Voorhees (inglés: Bust of Daniel W. Voorhees) es una obra de arte público del artista estadounidense James Paxton Voorhees, ubicada en el segundo piso de la sede el Indiana Statehouse detrás de la exbición de turismo. La legislatura estatal se encuentra en Indianápolis, Indiana, Estados Unidos. Daniel W. Voorhees, era conocido por su alta estatura, cabeza grande y los hombros anchos,  fue un distinguido político en Indiana del siglo XIX. 
Daniel W. Voorhees es una escultura de yeso que se ha pintado de blanco. El busto mide 31 pulgadas (79 cm) por 27 pulgadas (69 cm) por 18 pulgadas (46 cm). Voorhees mira ligeramente hacia arriba a su izquierda correcta, y su ceja apropiadamente se levanta derecha.